# Ischnocnema hoehnei
Espèce
Synonymes
- Eleutherodactylus hoehnei Lutz, 1958

Statut de conservation UICN

 LC  : Préoccupation mineure
Ischnocnema hoehnei est une espèce d'amphibiens de la famille des Brachycephalidae.

## Répartition
Cette espèce est endémique de l'État de São Paulo au Brésil. Elle se rencontre de 800 à 1 200 m d'altitude dans la Serra de Paranapiacaba dans la Serra do Mar.

## Étymologie
Cette espèce est nommée en l'honneur de Frederico Carlos Höhne.

## Publication originale
- Lutz, 1958 : Anfíbios novos e raros das serras costeiras do Brasil. Eleutherodactylus venancioi n.sp., E. hoehnei n.sp. Holoaden bradei n.sp. e H. luderwaldti Mir. Rib., 1920. Memorias do Instituto Oswaldo Cruz, vol. 56, no 2, p. 373-405 (texte intégral).